# Ieong Pek San
Ieong Pek San (chinesisch 楊碧珊, Pinyin Yáng Bìshān; * 30. Januar 1993) ist eine Badmintonspielerin aus Macau. 

## Karriere
Ieong Pek San nahm 2009 an den Badminton-Weltmeisterschaften der Junioren teil. 2012 repräsentierte sie ihr Land als Nationalspielerin im Uber Cup. 2013 startete sie bei den Badminton-Asienmeisterschaften, 2014 bei den Asienspielen.